# Tiger (cervesa)
Tiger és una marca de cervesa de Singapur fundada el 1932. Actualment és produïda per Heineken Asia Pacific, abans coneguda com Asia Pacific Breweries. La companyia és una empresa conjunta entre Heineken N.V. i la multinacional de Singapur d'aliments i begudes Fraser and Neave.
El Tiger Brewery Tour és una atracció turística situada al districte de Tuas del país, que ofereix visites guiades sobre com s'elabora la cervesa.

## Història
Tiger va ser la primera cervesa fabricada a Singapur. Es tracta d'una cervesa de color daurat amb un 5% de graduació alcohòlica. És la marca insígnia de Heineken Asia Pacific i està disponible en més de 60 països d'arreu del món.

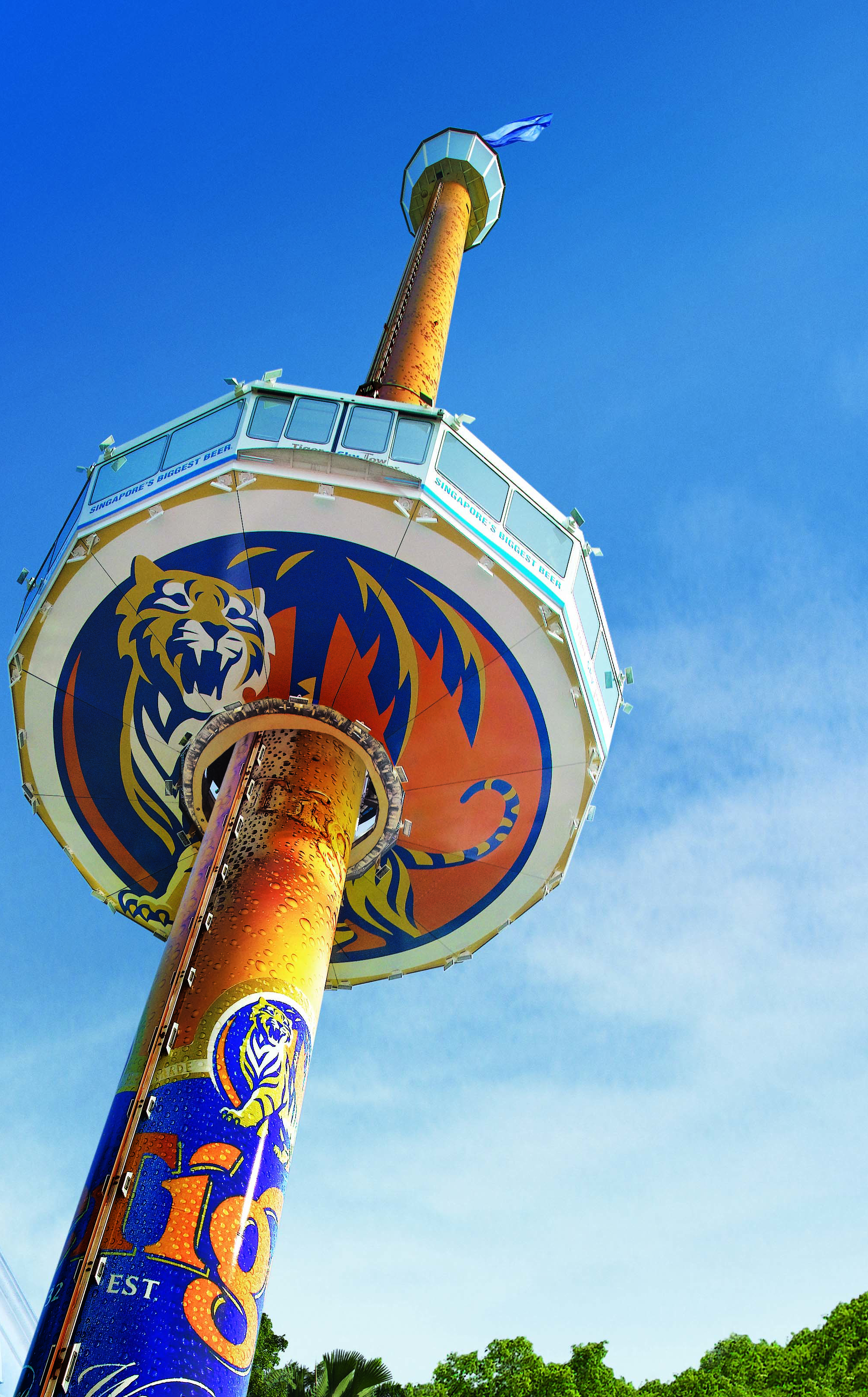
La Tiger Sky Tower de l'illa de Sentosa

Al Vietnam Tiger Beer organitza regularment esdeveniments musicals. El primer festival va tenir lloc l'any 2007. A les World Quality Selections 2011, organitzades per Monde Selection, la cervesa va guanyar un premi Gold Quality.
L'escriptor Anthony Burgess va anomenar la seva primera novel·la Time for a Tiger (la primera part de la trilogia malaia The Long Day Wanes), ja que la cervesa era popular a Malàisia als anys 1950, on treballava Burgess.
La cervesa va aparèixer a la pel·lícula de 2002 The Transporter amb Jason Statham. Crates of Tiger també va aparèixer a la pel·lícula Tropic Thunder del 2008. A més, al thriller d'acció de Hong Kong del 2001 The Accidental Spy, és la cervesa preferida de Buck Yuen, interpretat per Jackie Chan, que la demana pel seu nom en un bar i després té una ampolla buida de Tiger al costat del llit a l'escena següent mentre es desperta d'un somni. A la sèrie de Disney+, The Falcon and the Winter Soldier, a Bucky Barnes/The Winter Soldier, interpretat per Sebastian Stan, se'l veu bevent una ampolla de Tiger a l'episodi d'estrena.